# Carlos Luis de Wied-Runkel
Carlos Luis Federico Alejandro, Príncipe de Wied-Runkel (29 de septiembre de 1763-9 de marzo de 1824) fue conde de Wied-Runkel desde 1791 hasta 1806, cuando fue mediatizado al Ducado de Nassau.

## Historia

### Origen y Familia
Carlos Luis de Wied-Runkel nació como hijo del futuro príncipe Christian Luis de Wied-Runkel (1732-1791) y su esposa Carlota Sofía Augusta de Sayn-Wittgenstein (1741-1803). Creció con sus hermanos Federico Luis (1770-1824) y Christian Federico Luis (* 1773, alférez en el Regimiento del Distrito del Alto Rin de Zweibrücken). Cinco de sus hermanos murieron de infantes. 
El 4 de septiembre de 1787, se casó con la princesa Carolina de Nassau-Weilburg (1770-1828), hija de Carlos Cristian de Nassau-Weilburg y la princesa Carolina de Orange-Nassau.

### Reinado
Tras la muerte de su padre en 1791, le sucedió en el poder. Entre 1793 y 1797, las tropas de la Revolución Francesa ocuparon gradualmente las zonas del condado de Kriechingen, lo que supuso el fin del gobierno del príncipe. Con el Tratado de Lunéville de 1801, las zonas alemanas de la orilla izquierda del Río Rin pasaron a formar parte de la República Francesa.
En 1803 recibió una compensación por sus pérdidas y recibió Altenwied y Neoburgo, una valiosa adición a las tierras ancestrales de Westerwald. En 1806, la parte derecha del dominio de Runkel pasó al Gran Ducado de Berg, que Napoleón había establecido como un estado satélite del Primer Imperio francés.
Residió en el castillo de Dierdorf. En 1802 se decía de su madre viuda, la princesa Carlota von Sayn-Wittgenstein-Sayn (14 de julio de 1741 - 5 de junio de 1803): "vive en Dierdorf con su hijo".En 1816 hizo construir un mausoleo en Dierdorf en estilo neogótico. Durante su mandato se promulgaron ordenanzas y reglamentos necesarios para mantener el orden y la seguridad. En la literatura se le considera un "diletante científico".

## Títulos y tratamientos
El título más grande, cuando su padre todavía gobernaba como conde, era:

Carl Ludwig Friederich Alexander, conde hereditario de Wied, Isenburg y Criechingen, señor de Runkel, Saarwellingen, Püttlingen, Rollingen, Helflingen y el alguacil superior de Remilly, etc., mariscal hereditario del ducado de Luxemburgo y del condado de Chiny.

Luego, cuando él mismo gobernaba, fue llamado como 

Carlos Luis Federico Alejandro de Wied-Runkel, príncipe gobernante de Wied-Runkel, señor de Runkel e Isenburg, etc.

 Luego se le sumarían los títulos de señor de Runkel y Neuerburg, mariscal hereditario del ducado de Luxemburgo y del condado de Chiny, Gran Cruz del Águila Blanca Polaca, de la Real Orden Belga del León y de la Orden de San Juan, Comendador Honorario. 